# Archäologiemuseum Bad Königshofen im Grabfeld
Das Archäologiemuseum Bad Königshofen im Grabfeld ist ein archäologisches Museum in Bad Königshofen im unterfränkischen Landkreis Rhön-Grabfeld. Das Museum ist ein Zweigmuseum der Archäologischen Staatssammlung in München.

## Geschichte
Das Museum wurde 1988 in der Alten Schranne, einem ehemaligen Kornspeicher des Hochstiftes Würzburg aus dem Jahre 1693, eingerichtet. Getragen wird das Museum von der Archäologischen Staatssammlung München, die auch die wissenschaftliche Betreuung der Ausstellungsstücke trägt. 
Seit 2006 befindet sich im Rückgebäude das Museum für Grenzgänger. Zwischen Juni 2017 und Mai 2019 wurde das Gebäude grundlegend saniert und technisch ertüchtigt sowie mit einer komplett überarbeiteten Ausstellung wiedereröffnet. Beide Museen sind seit dem Umbau bis 2019 baulich durch einen Zwischentrakt sowie inhaltlich über das Thema „Grenzen“ miteinander verbunden.

## Dauerausstellung
Schwerpunkt der Dauerausstellung ist die Vor- und Frühgeschichte des östlichen Unterfranken, insbesondere der Rhön und des Grabfeldes.
Gezeigt werden vorwiegend archäologische Funde aus der Region, die die engen kulturellen Verbindungen der vor- und frühgeschichtlichen Menschen belegen. Glanzpunkte der Sammlung sind reiche Hortfunde der Mittel- und Spätbronzezeit, Grabausstattungen der Hallstattzeit, Funde von befestigten Höhensiedlungen, die Beigaben eines Föderatengrabes aus Hammelburg und des thüringischen Adelsgräberfeldes von Zeuzleben aus der Merowingerzeit.

## Sonderausstellungen (Auswahl)
- Das Rätsel der Wassergöttin – Kult der Vorzeit in Franken (4. April 2025 – 20. Juli 2025)[2]